# Gordon Miller
Gordon Miller (Gordon Albert Miller; * 16. Dezember 1939 im London Borough of Croydon) ist ein ehemaliger britischer Hochspringer.
1958 wurde er für England startend Zehnter bei den British Empire and Commonwealth Games in Cardiff. Bei den Europameisterschaften in Stockholm schied er in der Qualifikation aus.
Bei den Olympischen Spielen 1960 in Rom kam er auf den 16. Platz.
1962 wurde er Elfter bei den Europameisterschaften in Belgrad und Vierter bei den British Empire and Commonwealth Games in Perth.
Zwei Jahre später belegte er bei den Olympischen Spielen 1964 in Tokio den 18. Rang.
1958 wurde er Englischer Meister und 1962 sowie 1965 Englischer Hallenmeister. Seine persönliche Bestleistung von 2,08 m stellte er am 18. Mai 1964 in London auf.